# Roca del Llençol
La Roca del Llençol és una muntanya de 1.055 metres que es troba al municipi d'Ulldemolins, a la comarca catalana del Priorat.